# کهریز (میانه)
کهریز یکی از روستاهای استان آذربایجان شرقی است که در دهستان قزل‌اوزن بخش مرکزی شهرستان میانه واقع شده‌است. کهریز ۲۱۶ نفر جمعیت دارد.